# Брайтбьорн
«Брайтбьорн» (англ. Brightburn) — американський супергеройський фільм жахів. Прем'єра фільму відбулася 24 травня 2019 року.
Одного разу бездітна пара знаходить в лісі немовля та забирає його до себе додому. З часом у хлопчика проявляються надзвичайні здібності, але на відміну від Супермена, він не стає супергероєм, адже з одного боку він стикається з байдужістю людей, а з іншого — з таємничим голосом, який підбурює робити зло.

## Сюжет
У 2006 році на околиці містечка Брайтберн у Канзасі падає космічний корабель. Фермери Торі і Кайл Браєри знаходять всередині немовля та вирішують виростити його, бо самі не мають дітей. Хлопчика називають Брендоном, а корабель ховають у підвалі сараю.
Через 12 років корабель починає слати сигнали Брендону. Той усвідомлює, що наділений невразливістю, неймовірною силою, здатністю літати та іншими незвичайними якостями. Під впливом сигналів він мимовільно намагається відкрити підвал, але Торі отямлює сина. На день народження Брендона його дядько Ноа і тітка Мерілі вирішують подарувати Брендону рушницю, на підставі чого сваряться з Торі та Кайлом.
Згодом Торі знаходить у кімнаті Брендона фотографії фотомоделей, а також хірургічних схем і людських органів. Батьки не бачать у цьому чогось ненормального і Кайл лише незграбно говорить із Брендоном про секс і мастурбацію, кажучи тому, що можна піддатися своїм потягам. Тієї ж ночі Брендон, скориставшись своєю надлюдською швидкістю, пробирається в будинок однокласниці Кейтлін, а потім тікає, коли вона його помітила. Пізніше щось убиває всіх курей на фермі, Торі вважає, що це зробив вовк, а Кайл підозрює, що це вчинив Брендон.
Під час занять із довіри в школі, де потрібно впасти на спину, а однокласники повинні зловити Брендона, Кейтлін його не ловить. Брендон мстить їй, зламавши долоню. Хлопчика викликають до шкільного психолога, яка погрожує заявити на нього в поліцію.
Сигнали з корабля кличуть Брендона і коли Торі знов його отямлює, хлопчик падає на корабель і вперше в житті раниться. Торі розповідає правду про його появу і Брендон вирішує, що його призначення — завоювати Землю.
Брендон відвідує Кейтлін, яка каже, що її мати Еріка заборонила з ним спілкуватися. Тоді Брендон, зробивши собі моторошну маску, преслідує та вбиває Еріку. Мерілі каже йому, що зобов'язана повідомити поліцію, та не піддається на залякування. Брендон переслідує Мерілі, поки його не викриває Ноа. Злякавшись сили хлопчика, Ноа намагається втекти на авто, проте Брендон наздоганяє його та вбиває, а кров'ю малює знак у вигляді двох «B». Його сорочка виявляється закривавленою. Батькам Брендон каже, що сорочку порвали хулігани. Вони дізнаються від Мерілі, що Брендон був біля її будинку, та починають підозрювати сина у вбивстві Ноа. Кайл закривавлену сорочку, але Торі не вірить, що Брендон убив Ноа. Пізніше Брендон і Кайл їдуть на полювання, де Кайл вирішує застрелити хлопчика, проте куля не завдає жодної шкоди. Розлючений хлопчик спалює батька променями зі своїх очей.
Торі знаходить записник Брендона із малюнками вбивства та намагається дозвонитися до Кайла, але на дзвінок відповідає Брендон і повідомляє, що Кайл мертвий. Брендон прилітає в дім до Торі, збираючись убити її. Торі викликає поліцію, та Брендон жорстоко розправляється з шерифом та іншими поліцейськими. Згадавши, що Брендон порізався об корабель, Торі біжить у підвал. Там вона знаходить скалічений труп Еріки. Торі намагається вбити Брендона уламком металу з корабля, але хлопчик здогадується про її намір і перехоплює удар. Брендон хапає Торі, летить високо вгору та скидає її. Щоб замести сліди, він збиває літак, який падає на ферму Браєрів.
У фінальній сцені Брендон лишає на полі свій знак і вирушає нищити Брайтберн. Конспіролог Big T розповідає про дивні руйнування й смерті в містечку та зазначає про інших істот, на появу яких людство повинне відповісти.

## У ролях
| Актор             | Роль          |
| ----------------- | ------------- |
| Елізабет Бенкс    | Торі Браєр    |
| Девід Денман      | містер Браєр  |
| Джексон Данн      | Брендон Браєр |
| Метт Джонс        | Ноа           |
| Мередіт Гагнер    | Мерілі        |
| Стів Ейджі        | EJ            |
| Дженніфер Голланд | місс Еспеншид |
| Беккі Волстром    | Еріка         |
| Стівен Блекгарт   | Трейвіс       |
| Майкл Рукер       | Big T         |

## Виробництво
У березні 2018 стало відомо про те, що у фільмі візьмуть участь Елізабет Бенкс, Девід Денман, Джексон Данн, Мередіт Хагнер і Метт Джонс. У цьому ж місяці стартували зйомки.